# Tarificola bulbosus
Tarificola bulbosus is een eenoogkreeftjessoort. De wetenschappelijke naam van de soort is voor het eerst geldig gepubliceerd in 1998 door López-González, Bresciani & Conradi.